# سامانثا سميث
     لشخصية أخرى تحمل اسم سامانثا سميث، طالع سامانثا سميث (توضيح).

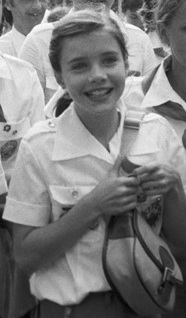

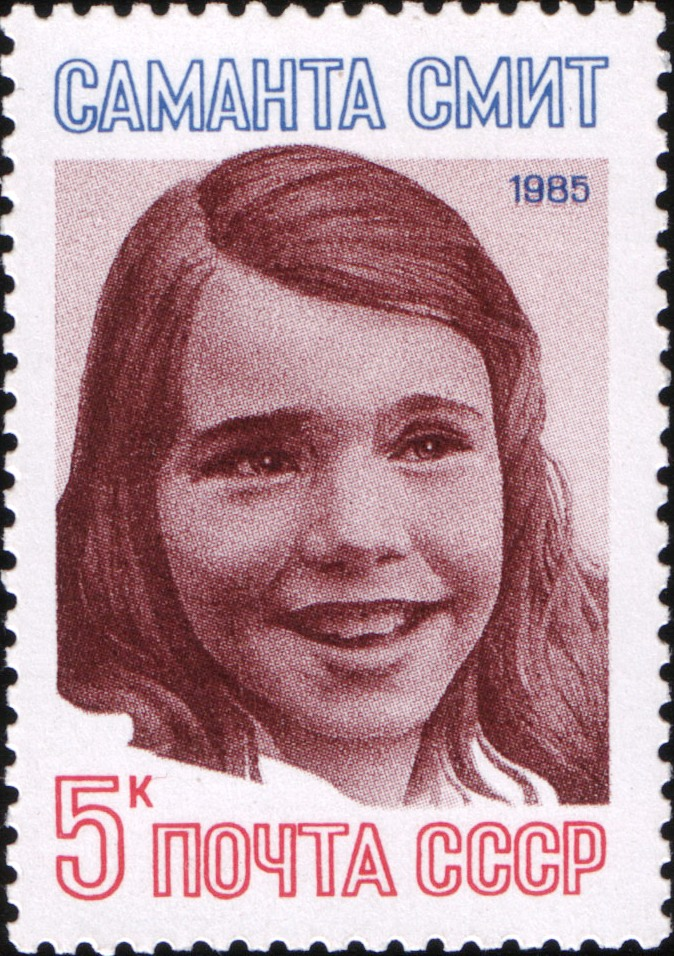
سامنثا على طابع بريد سوفييتي عام 1985

سامانثا ريد سميث (29 يونيو 1972 - 25 أغسطس 1985) طالبةً أمريكيةً وناشطةً تسعى لإحلال السلام، والتي امتهنت الفن منذ حداثَتِها. وُلدت سميث بمدينة «مانشستر» التابعة لولاية «مين»، ولم يمض الكثير حتى طبقت شهرتها الآفاق أثناء الحرب الباردة بين الولايات المتحدة والإتحاد السوفيتي.

في عام 1982 م أرسلت سميث خطابًا للأمين العام للحزب الشيوعي السوفيتي «يوري أندروبوف»، والذي كان وقتها حديث عهدٍ بذلك المنصب، وتلقّت، تباعًا، ردًا متضمنًا دعوة ٍشخصيةٍ لزيارة الاتحاد السوفيتي قُوبلت بالموافقة من جانبها.

نجحت سميث في اجتذاب أجهزة الإعلام بشكلٍ كبيرٍ بكلا البلدين كسفيرةٍ للنوايا الحسنة، ثم ما لبثت أن أصبحت معروفةً بأصغر سفيرةٍ بأمريكا، والتي ساهمت في عملية إحلال السلام باليابان. وقد كتبت كتابًا حمل بين حواياه زيارتها للاتحاد السوفيتي، ثم شاركت في تقديمه كمسلسلٍ تليفزيونيّ قبل أن تقضي نحبها في سن الثالثة عشر إثر تحطم الطائرة التابعة لخط (بالإنجليزية: Bar Harbor Airlines Flight 1808)‏ للطيران، والتي كانت على متنها.

## دخول اسمها السياق التاريخي
ما إن خلّف «اندروبوف» «ليونيد بريجنيف» كقائدٍ للاتحاد السوفيتي في شهر نوفمبر من عام 1982 م حتى اندفعت المجلات والصحف الغربية تبث صورًا ومقالاتٍ عنه في صفحاتها الأولى، غير أن معظم التغطية كانت سلبيةً، إذْ أنها كانت تَعْمَدُ إلى خلق مفهومٍ جديدٍ من شأنه أن يهدد استقرار العالم الغربي.
كان اندروبوف يشغل منصب السفير السوفيتي لجمهورية المجر الاشتراكية أثناء الثورة المجرية والتي شبّت في عام 1956 م، علاوةً على أنه كان رئيسًا للاستخبارات السوفيتية وذلك من عام 1967 م وحتى عام 1982 م.
وخلال فترة توليه كان اندروبوف معروفًا في الوسط الغربي بوقف إصلاحات التحرر السياسي (ربيع براغ) والقمع الوحشي للمنشقين عن النظام أمثال «أندريه ساخاروف» و «ألكسندر سولجنيتسين»، وبذلك بدأ اندروبوف حكمه كقائدٍ سوفيتي بتعزيز نفوذ المخابرات السوفيتية وبقمعه للمنشقين عن النظام.
وقد صرح اندروبوف بحديثه قائلاً «إن الصراع من اجل حقوق الإنسان كان جزءًا من مؤامرةٍ استعماريةٍ واسعة النطاق لتقويض الدولة السوفيتية من جذورها». وقد طوّق التوتر الدولي الجمّ حينذاك كلاً من الجهود الأمريكية والسوفيتية مانعًا إِيّاها من تطوير أسلحةٍ تُطلَقُ من خلال الأقمار الصناعية في مداراتها، في الوقت الذي قامت فيه حكومات الدولتين ببحوثٍ مكثفةٍ وبرامجٍ تنمويةٍ لتطوير مثل هذه التكنولوجيا. غير أن كلتا الدولتين وقعتا تحت ضغطٍ متزايٍد لإخماد المشروع. ففي أمريكا وقع الرئيس رونالد ريغان تحت ضغطٍ من قِبَل جماعة ضغطٍ ممثلةً في علماءٍ وخبراءِ أسلحةٍ أمريكان، أما على الصعيد الروسي فقد أصدرت الحكومةُ بيانًا مفاده «أن كبح النظام العسكري في العالم يعد أحد المهام الأكثر إلحاحًا التي تواجه البشرية».

إبّان هذه الفترة انطلقت احتجاجاتٍ كثيرةٍ في أنحاء أوربا وأمريكا الشمالية بشأن الأسلحة النووية، ثم جاء فيلم The Day After والذي نشرته محطة هيئة الإذاعة الأمريكية ABC مجسدًا الحرب النووية ليكون أحد أهم الأحداث الإعلامية المرتقبة لهذا العقد من الزمان. عند هذه النقطة تخلّت الدولتان العظمتان عن خطة الانفراج الدولي، وكرَد فعلٍ لنشر قوات SS-20s السوفيتية قام الرئيس ريغان بإطلاق صواريخٍ جوالةٍ وصواريخ بيرشينج11 بأوربا.

في ذلك الحين كان قد مرّ ثلاثة أعوامٍ على خوض الاتحاد السوفيتي حرب أفغانستان، الأمر الذي كان له دوره أيضًا في التوتر الدولي السائد وقتئذ. وفي ظل هذه الأجواء، تحديدًا في يوم 22 نوفمبر من عام 1982 م، أصدرت مجلة «التايم» قضيةً تخص اندروبوف على غلافها، وما إن طالعت سميث هذا الإصدار من المجلة حتى توجهت بسؤالها لوالدتها قائلةً «طالما أن الناس يهابونه إلى هذا الحد فلم لا يرسل احدهم خطابًا يسأله إن كان يريد حربًا أم لا؟» عندها أجابتها الأم «ولم لا تقومين أنت بذلك؟»

## حياتها
كان ميلاد سامانثا في 29 يونيه 1972 م ببلدةٍ صغيرةٍ بمدينة «هولتون» التابعة لولاية «مين» على الحدود الكندية الأمريكية، وكان أبوها يُدعى آرثر سميث بينما كانت أمها معروفة بـ جين ريد. لخمس أعوامٍ مضت من عمرها كتبت سميث خطابًا للملكة اليزابيث معبرةً فيه عن مدى إعجابها بفخامتها.
وما إن أتمت الصف الثاني من دراستها في ربيع عام 1980 م حتى انتقلت أسرتها للعيش بمدينة مانشستر – مين حيث التحقت بالمدرسة الابتدائية هناك. بالنسبة لأبيها فقد امتهن التدريس بجامعة «ريكر» بمدينة «هولتون» وذلك قبل الانتقال لجامعة «مين» بمدينة «أوغوستا» للعمل ككاتبٍ وأستاذٍ في الأدب. أما عن أمها فقد عملت في مجال الخدمة المجتمعية لصالح فرع الخدمات الإنسانية بمدينة «مين».

في شهر نوفمبر من عام 1982 م، وقت أن بلغت من العمر 10 سنوات، شرعت سميث في الكتابة للقائد السوفيتي «يوري أندروبوف» بهدف التوصل إلى السبب الذي يخلق شقاقًا بين الاتحاد السوفيتي والولايات المتحدة، وقد كتبت:
و بالفعل تم نشر الخطاب بصحيفة «برافدا» السوفيتية ، الأمر الذي سعدت له سامانثا، غير أنها لم تتلق ردًا على خطابها مما دفعها إلى أن تتبعه بآخرٍ لسفير الاتحاد السوفيتي بالولايات المتحدة مستفهمةً عمّا إذا كان السيد أندروبوف ينوي الرد أم لا. وبالفعل تلقت منه الرد في يوم 26 أبريل 1983 م وورد فيه الآتي:
تلا ذلك استضافة كلاً من " تيد كوبل  " و «جوني كارسون» وغيرهما لسميث سيركٌ إعلاميٌ والذي جاء بالتزامن مع نشر أخبارها بالنشرات المسائية عبر الشبكات الأمريكية الرئيسية. ولسبعٍ خَلَتْ من شهر يوليو لعام 1983 م حلّقت طائرة سميث حتى استقرت على أرض موسكو بصحبة والديها لتقضي هناك أسبوعان كاملان بصفتها ضيفة «أندروبوف».

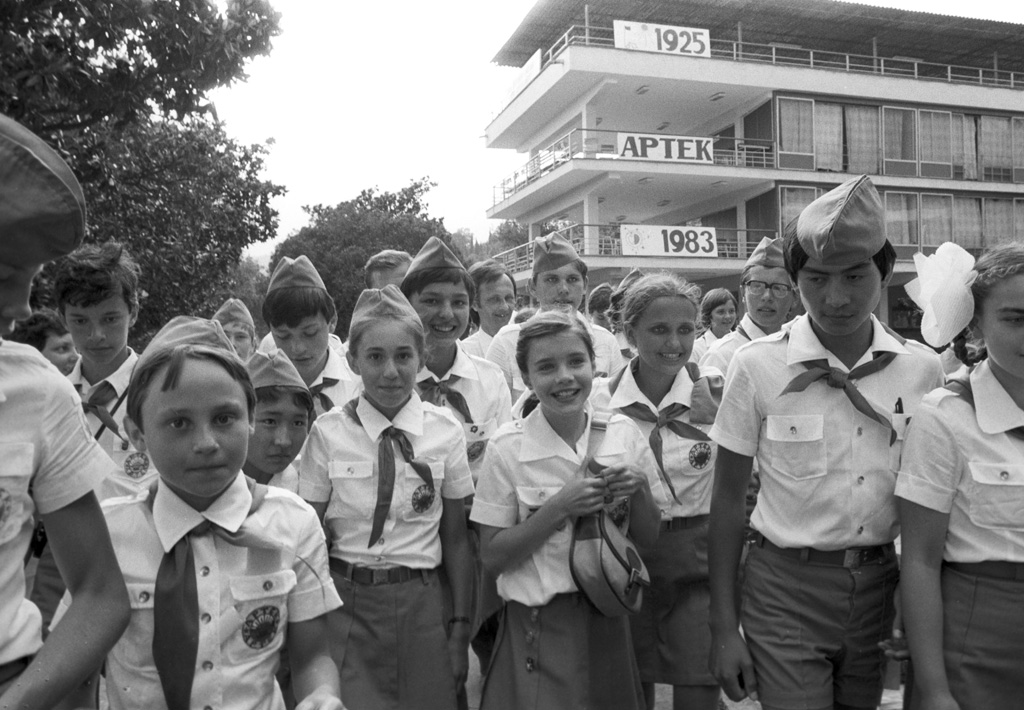
سامانثا تتوسط الأطفال الروس عند زيارتها لمخيّم أرْتِك بالقرم

أثناء هذه الرحلة قامت سميث بزيارة العاصمة موسكو ومدينة «لينينغراد» والمعروفة حاليًا باسم «بطرسبرغ»، وقضت بعض الوقت بمعسكر أَرْتِكْ، وهو المعسكر السوفيتي الرئيسي، والذي يقع ببلدة «غورزوف» على أراضي شبه جزيرة القرم. وقد تطرقت سميث في كتابها إلى مدى إعجابها هي ووالديها بالألفة التي يتسم بها أهل لينينغراد وإلى الهدايا التي قدمها لهم العديد منهم.
و مما صرحت به في حديثها بمؤتمرٍ صحفيٍ بـ موسكو مقولتها «ان الروس يشبهوننا تمامًا». وفي معسكر أَرْتِكْ فضّلت سميث البقاء وسط الأطفال السوفيت على الأماكن المميزة التي عُرِضَت عليها، ولتسهيل عملية التواصل معها تم اختيار المعلمين والأطفال الذين يتحدثون الانجليزية بطلاقةٍ ليكونوا رفقائها في نفس المبنى الذي استقرت فيه، حيث شاركها في حجرتها 9 فتيات.
و قد قضت وقتها هناك ما بين السباحة وتعلم رقصاتٍ وأغاني روسيةٍ. ولم تمض هذه الزيارة حتى كوّنت سميث عدة صداقاتٍ هناك، وكان من ضمنها نتاشا كاشيرنيا، وهي فتاة يرجع مسقط رأسها إلى لينينغراد وتتحدث الإنجليزية بطلاقة.
و على الرغم من ذلك لم يتمكن أندروبوف من لقائها أثناء هذه الزيارة واكتفى بمحادثتها في الهاتف، وفيما بعد تبين أن أندروبوف كان في تلك الفترة في صراعٍ مع المرض مما أرغمه أن ينسحب من على الساحة. وقد تلقت سميث أيضا مكالمةً هاتفيةً من رائدة الفضاء السوفيتية «فالنتينا تريشكوفا»، وهي أول من قامت بالدوران حول الأرض من النساء، ولعدم إحاطتها علمًا بطبيعة المتحدث إليها لم تتعدّ المكالمة وقتًا قصيرًا حيث قامت سميث بإنهائها.
و قد تَتَبّعت أجهزة الإعلام كل خطوةٍ تخطوها سميث، حيث نشرت صورًا ومقالاتٍ لها على صفحات الصحف والمجلات السوفيتية الرئيسية منذ أن وطأت قدماها أرض روسيا وحتى بعد انتهاء رحلتها هناك، تَبِعَ ذلك أن أصبحت سميث معروفةً على نطاقٍ واسعٍ على مستوى المواطنين السوفيت، بل ولاقت تقديرًا من العديد منهم.
أمّا على الصعيد الأمريكي فقد اثأر هذا الحدث الريبة والبعض اعتبره «لعبةً بهلوانيةً تمثل العلاقات العامة على الطراز الأمريكي». كانت عودة سميث للولايات المتحدة في 22 يوليو 1983 م حيث كان في استقبالها أهالي ولاية «مين» والذين أضفوا على الاستقبال الصفة الرسمية بسيارة «ليموزين» والشريط الأحمر الذي كانوا يفترشونه والورود التي كانوا يحملونها.
و بذلك بدأت تزيد شعبية سميث داخل حدود مسقط رأسها، غير أن بعض النقاد ظل يساورهم الشك حول هذه الزيارة، معتقدين أن سميث كانت تخدم، وبدون وعي، كأداةٍ للدعاية السوفيتية. في شهر ديسمبر من عام 1983 م، واستكمالاً لمسيرتها كأصغر سفيرٍ أمريكيٍ، تلقت سميث دعوةً لزيارة اليابان حيث التقت بـ «ياسوهيرو ناكاسونه» رئيس الوزراء وقتئذ. وهناك، وتحديدًا على أرض مدينة «كوبة»، حضرت سميث الندوة العالمية للأطفال.
و في حديثها الذي ألقته خلال الندوة اقترحت سميث أن يقوم كلاً من القادة الأمريكان ونظرائهم السوفيت بتبادل الحفيدات بهدف المكوث خارج بلادهن أسبوعين من كل عام، محتجة بأنه «ليس واردًا أن يشرع رئيسٌ في إطلاق قنبلة لدولة هو يعلم أن حفيدته تتردد عليها زائرةً». وهكذا ألهمت رحلتها هذه فكرة تبادل سفراء أطفال للنوايا الحسنة بكلا الدولتين ، شمل ذلك زيارة الطفلة السوفيتية «كاتيا ليشيفا»، والتي كانت تبلغ من العمر 11 عاما، للأراضي الأمريكية.

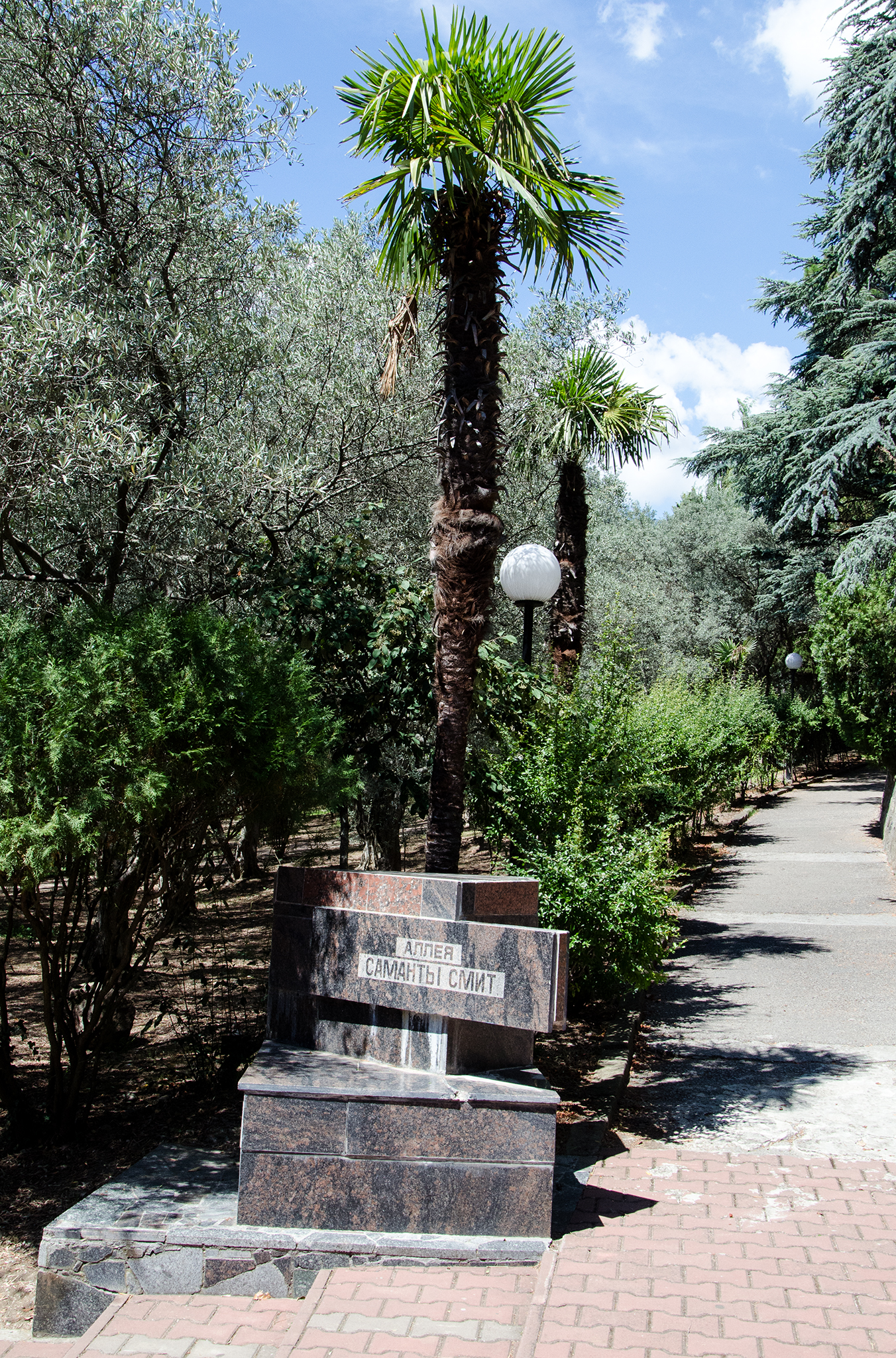
زقاق سامانثا سميث في مخيم أرْتِك بالقرم

و فيما بعد الفت سميث كتابًا بعنوان «رحلة إلى الاتحاد السوفيتي» والذي يظهر على غلافه صورتها بمعسكر أَرْتِك ، وهو الجزء المفضل لديها في رحلتها السوفيتية. باشرت سميث دورها كشخصيةٍ مشهورةٍ إعلاميًا عندما قامت بتقديم برنامجٍ خاص للأطفال بقناة ديزني Disney Channel بعنوان «سامانثا سميث تنطلق إلى واشنطن... حملة 84» وذلك في عام 1984 م.
و في هذا البرنامج تمت تغطية بعض الجوانب السياسية، وذلك عندما قامت سميث باستضافة بعض المرشحين الذين خاضوا الانتخابات الرئاسية لعام 1984 م، وكان من بينهم جورج جارفان وجيسي جاكسون. حدث ذلك في نفس العام الذي كانت فيه سميث ضيفة شرفٍ بفيلم Charles in Charge ، حيث قامت فيه بدور «كيم»، وشاركتها بطلة الجمباز الفني «جوليان م س نامارا» كضيفة شرفٍ أيضًا في هذا العمل الفني.
و أدّت بها شهرتها إلى أن تكون محط نظر المطارد «المتجسس» روبرت جون باردو، والذي قام بعدها بملاحقة «ريبيكا سكافر» بطلة فيلم My Sister Sam وانتهت ملاحقته لها بمحاولة اغتيالها. بالنسبة لسميث فقد سافر باردو بالفعل إلى ولاية «مين» في محاولةٍ للقائها، إلّا أنّ محاولته باءت بالفشل عندما قامت الشرطة بمنعه من ذلك مجبرةً إياه ليعود إدراجه إلى مكمنه.
ثم جاء عام 1985 م لتشارك سميث «روبرت واجنر» بطولة المسلسل التليفزيوني Lime Street .
لخمسٍ وعشرين مضت من شهر أغسطس لعام 1985 م كانت سميث بصحبة والدها في طريق العودة على خط بار هاربور للطيران، الرحلة رقم 1808، وذلك بعد الانتهاء من تصوير جزءٍ من المسلسل التليفزيوني Lime Street . وأثناء محاولة الهبوط بمطار لويستون – أوربون الإقليمي بمدينة «أوربون» التابعة لولاية «مين» اصطدمت الطائرة طراز بيتشكرافت موديل 99، والتي كانت تُقِل المسافرين يومياً إلى أماكن أعمالهم، اصطدمت ببعض الأشجار على بعد 4,007 قدم (1,221 متر) من ممر الإقلاع مما أدى إلى تحطيمها. أسفر ذلك الحادث عن مقتل جميع الركاب الذين كانوا على متن الطائرة والذي بلغ عددهم ستة من الركاب، بالإضافة إلى طاقم الطائرة الذي كان يتألف من شخصين.
وفيما بعد نُشِرت تقاريرٌ عدة حول أسباب الحادث، فعلى الصعيد السوفيتي توجهت أصابع الاتهام إلى الطيار محتجين بأن سبب تحطم الطائرة كان خطأً في القيادة. أما في الولايات المتحدة فقد تم عمل استبيان والإفصاح عن التقرير الرسمي علناً، غير انه لم يظهر ما يشير إلى سوء القيادة. ووفقاً لما جاء في التقرير، فقد وقع الحادث في حوالي الساعة 22,05 بتوقيت المنطقة الزمنية الشرقية (أمريكا الشمالية)، وجاء تصوير القمر الصناعي ليحدد منطقة الجنوب الغربي للمطار، تحديدًا على بعد ميل واحد منه (1,6 كم)، كمكان وقوع الحادث، وذلك حسب أنظمة الخرائط العالمية.
و يستمر توالي الحقائق بالتقرير حيث تم التوصل إلى أن «زاوية الطائرة التي حادت نسبياً عن الطريق ومحورها الأساسي (والمقصود به أن اتجاه الطائرة له علاقة بالأفق واتجاه الحركة وما إلى ذلك) ومعدل سرعة الطائرة عند ارتطامها بالأرض» حالت بين نجاة ركاب الطائرة من الحادث. ولعل أهم ما جاء بالتقرير هو أن بعض أسباب الحادث أنها كانت ليلةً مطيرةً تلك التي وقع بها الحادث، إلى جانب أن الطيارين كانت تنقصهم الخبرة، إضافة إلى أنه حدث عطلٌ طارئ بالرادار، غير أن هذا العطل لم يكن بالشئ الغريب أو الخطِر .
قام بتشييع جنازة سامانثا سميث حوالي ألفًا من الناس بمدينة أوغوستا عاصمة ولاية مين، وامتدحوها بموسكو كمناصرةٍ للسلام . وكان من بين الحضور بالجنازة «روبرت واجنر» و «فلاديمير كولاجين» من السفارة السوفيتية بـ واشنطن، وقام الأخير بقراءة رسالة تعزيةٍ شخصيةٍ موجهةً من ميخائيل غورباتشوف، وكان فيها:
«سيظل كل من عرف سامانثا سميث بالاتحاد السوفيتي يتذكر، وإلى الأبد، صورة الفتاة الأمريكية التي، كغيرها من ملايين الشباب والفتيات السوفيت، ابتغت السلام والود بين شعبي الولايات المتحدة والاتحاد السوفيتي».
كما قام الرئيس رونالد ريغان بإرسال بطاقة تعزيةٍ بخط يده إلى والدة سميث وقد خط فيها:
«لعله يُرِيح قلبك إذا ما بلغك أن الملايين من الشعب الأمريكي، إن لم يكن الملايين من الناس، يشاطرونك أحزانك، ولطالما سيعتزون بسامانثا ويتذكرونها بابتسامتها ومثاليتها وروحها التي تتمتع بعذوبةٍ لا تنتهي».
تم حرق جثة كلاً من سامانثا ووالدها ودفنهما جنبًا إلى جنبٍ بمدفن استابروك الواقع بمقاطعة أروستوك (مين) قريبا من مدينة هولتون مسقط رأس سميث .

## إحياء ذكراها
أما عن ما بعد وفاة سميث، فقد تم تتويجها بالكثير من التكريم من قِبَل الرُوس، فضلًا عن أهالي مدينة مين مسقط رأسها، إذ أقيم نُصُبًا تذكاريًا خاصًا بها بمدينة موسكو، كما تم تسمية «ممر سامانثا سميث» بمعسكر أرتك الرئيسي للصغار بهذا الاسم تيمنًا باسمها، وذلك في عام 1986 م، غير أن النُصُب التذكاري المذكور سلفًا قد تعرض للسرقة على يد لصوص المعادن الذين بدأ ظهورهم عقب تفكك الاتحاد السوفيتي الذي حدث في عام 1991 م .
في عام 2003 م شمر المتقاعد فالنتين فولين، أحد أبناء مدينة فورونيج، عن ساعده ليقيم نصبًا تذكاريًا آخرًا على شرف سميث، وقد قام بذلك طواعيةً منه دون اللجوء إلى الدعم الحكومي . كما كان من ضمن الأمور الخاصة بإحياء ذكراها ما قام به الاتحاد السوفيتي من إصدار طابعٍ بريديٍ تذكاريٍ يحمل صورتها . ومن ذلك أيضاً ما قامت به عالمة الفلك السوفيتية ليودميلا شيرنيج عند اكتشافها الكويكب 3147 فقد أطلقت عليه اسم «سامانثا 3147»، وذلك في عام 1986 م .

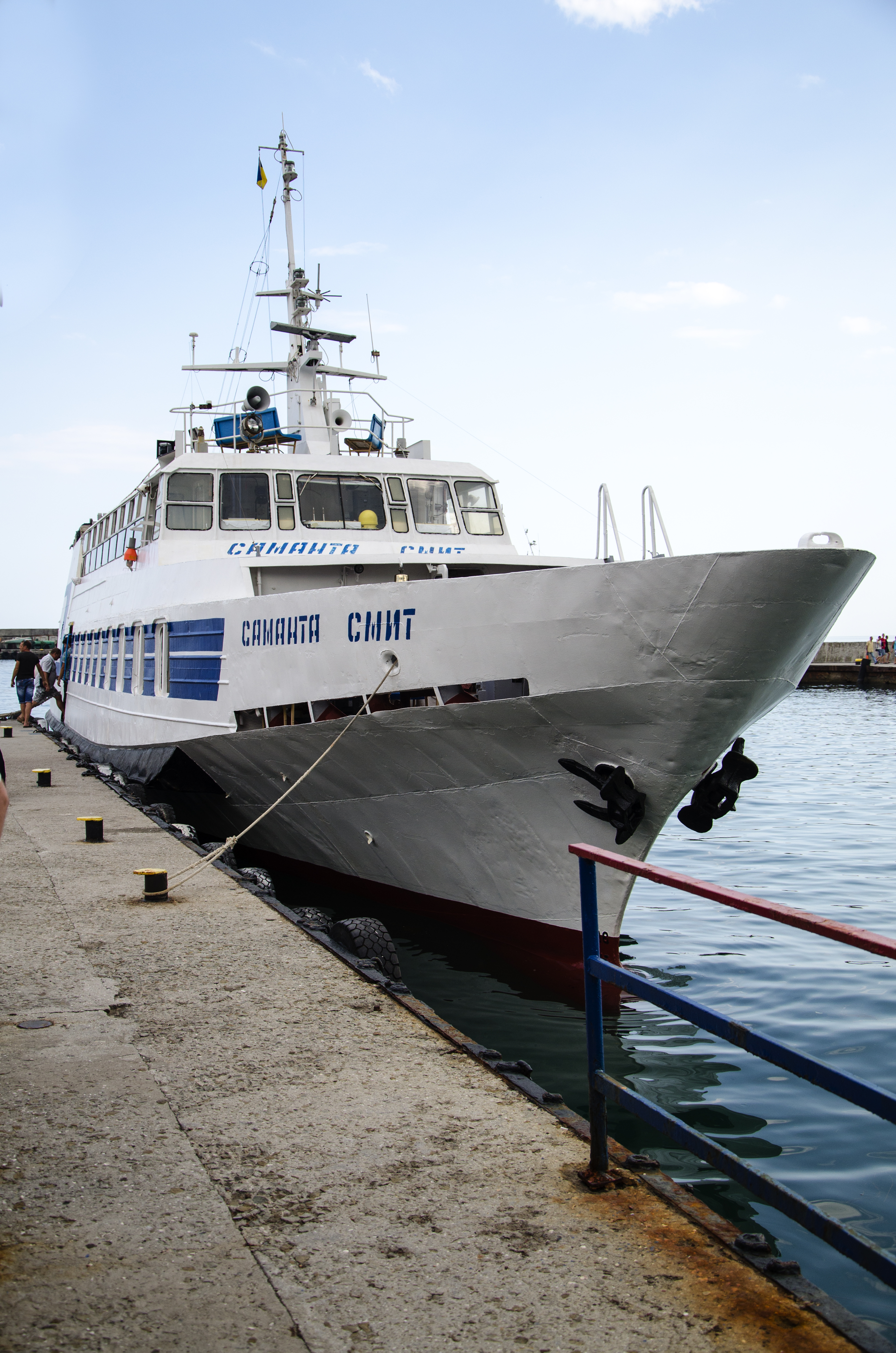
مركب يحمل اسم سامانثا سميث، وبُني في 1986 م وسميّ على اسم سامانثا إكراماً لها، والصورة في مرفأ يالطا البحريّ

بعدها ألف الملحن الدنماركي بير نورجارد مقطوعته الموسيقية «في ذكرى طفلة»، والمعزوفة على آلة الكمان، في ذكرى سميث . ثم أطلق اسم سميث على ماسةٍ تم اكتشافها بـ سيبيريا  وجبلٍ يقع في الاتحاد السوفيتي سابقًا ومستنبتٍ نباتي لنباتات التوليب والداليا (الأضاليا) إلى جانب سفينةٍ للركاب بالمحيط، وذلك تيمنًا باسمها.

أمّا في مدينة مين فقد تم تخصيص كل أول «اثنين» بشهر يونيه من كل عام ليُحتفل به رسميًا كيوم سامانثا سميث، وذلك وفقًا لقانون الدولة . هذا إلى جانب التمثال البرونزي المُقام لسميث والذي يقع قريبًا من متحف ولاية مين بالعاصمة أوغوستا، ذلك التمثال الذي يصور سميث حال إطلاقها سراح حمامةٍ مع استناد شبل دبٍ إلى قدميها ، والذي كان يرمز إلى كلا من مين وروسيا.
و قد أطلق اسم سميث على المدارس الابتدائية بمدينة ساماميش (واشنطن) ومنطقة جاميكا التابعة لإقليم كوينز بـ نيويورك. في شهر أكتوبر من عام 1985 م قامت والدة سميث بإنشاء مؤسسة سامانثا سميث، والتي قامت من خلالها بدعم فكرة تبادل الطلبة بين الولايات المتحدة والاتحاد السوفيتي (والدول التي باتت مستقلةً بعد تفتت الاتحاد السوفيتي السابق بعد ديسمبر 1991 م) حتى تمكن منها الركود في منتصف التسعينيات .
كانت قصة سميث هي الملهم الأساسي للجزء الثالث من المسلسل الكوميدي الأمريكي «الفتيات الذهبيات» والذي كان بعنوان «خطاب إلى جورباتشوف» حيث تم إنتاجه عام 1987 م، كما يرى النجم الأمريكي كريستوفر ريف أن المشهد الذي كان يصور فتى يكتب إلى سوبر مان خطابًا أن أوقفوا سباق التسلح النووي بفيلم «سوبر مان الرابع: البحث عن السلام»، والذي تم إنتاجه عام 1987 م أيضاً، يرى أن هذا المشهد ليس إلا اقتباس من قصة سميث .
و في منتصف الثمانينيات، بعد وفاة سميث، وُضع سيناريو لفيلم تليفزيوني باسم «قصة سامانثا سميث» على أن يقوم بإنتاجه روبرت واجنر . وبالفعل تم الإعلان عن موافقة كلاً من شركة الإنتاج Columbia Pictures Television وروبرت واجنر لإنتاج الفيلم لصالح شبكة هيئة الإذاعة الوطنية NBC بالتعاون مع الشركة السوفيتية Sovin Film والتي أبدت اهتمامها بالمشاركة في إنتاجه ، غير أن شركة الإنتاج Columbia Pictures Television أخذت قرارها أخيرًا بعدم تصوير هذا الفيلم نظرًا لما رأت من عدم اكتراث من جانب شبكات الإذاعة والتليفزيون .
و أخيرًا في عام 2008 م حصلت سميث على جائزة peace Abbey Courage of Conscience Award حيث كانت سببًا في جعل كلا الشعبين الأمريكي والروسي أكثر تفاهمًا، نتج عن ذلك أن قلّ التوتر السائد بين الدولتين العظمتين بعد أن كانتا على أهبّة الاستعداد لخوض حربٍ نوويةٍ . كما قامت كنيسة السلام Peace Abbey بعرض المشروع الأدبي لمناقشة السلام The Peace Literature Project على شرف سامانثا سميث بهدف تعليم الطلاب مفهوم السلام والرفع من مستوى الأدب الذي يناقش فكرة السلام بمدارس الأطفال، وبالفعل تم تطبيق الفكرة بـ 50 مدرسة توجيهية في ربوع الولايات المتحدة .]
ثم جاء عام 2013 م ليستخدم الكاتب إليوت هولت قصة سامانثا سميث في روايته التي كتبها بعنوان You Are One of Them حيث كانت سميث الملهم للشخصية الخيالية جينيفر جونز بالرواية . وقد تلقى النقاد هذا الكتاب، والذي تم تصنيفه ضمن كتب الأدب القصصي، بحفاوة بفضل أسلوبه الأدبي الرائع والغموض الذي يكتنف أحداث الرواية .

## روابط خارجية
- سامانثا سميث على موقع IMDb (الإنجليزية)
- سامانثا سميث على موقع الموسوعة البريطانية (الإنجليزية)
- سامانثا سميث على موقع قاعدة بيانات الفيلم (الإنجليزية)
- سامانثا سميث على موقع كينوبويسك (الروسية)